# Terrorismo cristiano
El terrorismo cristiano es un tipo de terrorismo religioso, realizado por grupos o individualmente, cuya motivación es una interpretación peculiar de la Biblia y otros dogmas de fe cristianos. Desde el punto de vista del terrorista, las escrituras y teología cristianas proveen justificación para actividades políticas violentas.

## Ejemplos

### Violencia antiaborto
El asesinato de George Tiller por el terrorista cristiano Scott Roeder. A esto se añade el intento de homicidio por parte de la terrorista cristiana Shelly Shanon y un ataque con bombas en contra de su clínica de abortos. Para algunos, una de las posibles causas que motivaron el atentado contra la vida de Tiller fue la forma en que el medio de televisión estadounidense Fox news se refería a él ("asesino de bebés").
El grupo terrorista estadounidense conocido como Army of God, del cual Shelly Shanon formaba parte, realizó numerosos atentados contra clínicas de aborto y a varios de sus miembros se les adjudican homicidios.

### Conflicto de Irlanda del Norte
Aunque las causas del conflicto en Irlanda del Norte son fundamentalmente políticas, asociadas con la reunificación política de la isla, la tensión religiosa entre católicos y protestantes también ha contribuido al mismo.
Mark Juergensmeyer escribió al respecto: "Como los residentes de Belfast y Londres, los estadounidenses estaban empezando a aprender a vivir con actos de terrorismo religioso: espeluznantes, alarmantes incidentes violentos mezclados con la pasión de la religión, en estos casos, cristianismo."[cita requerida]
El primer ministro de Irlanda del Norte, Ian Paisley, a veces proyecta el conflicto en términos religiosos. El predicó que la Iglesia católica, se había apartado de la Biblia y por lo tanto del verdadero cristianismo, dando lugar a "supersticiones y abusos de idolatría". Paisley mantenía que había conexiones entre la Iglesia Católica y el Ejército Republicano Provisional Irlandés, un grupo que está clasificado como grupo terrorista proscrito en el Reino Unido y como organización ilegal en la República de Irlanda. Paisley una vez dijo: "el IRA Provisional es el ala militar de la Iglesia Católica", y ha reivindicado varias veces que el Papa es el Anticristo, la más famosa de ellas en el Parlamento Europeo, cuando interrumpió un discurso del Papa Juan Pablo II gritando "¡Yo te denuncio como el Anticristo!" y levantó una pancarta roja en la que se leía "PAPA JUAN PABLO II ANTICRISTO".
El pastor Alan Campbell también ha identificado al Papa como el Anticristo, y ha descrito el IRA como "católicos terroristas". Campbell predica una teología de identidad cristiana; él está fuertemente en contra del mestizaje, y apoya la teoría del israelismo británico, asegurando que los celtoanglosajones de Úlster son la verdadera "Israel del Señor".[cita requerida]
Steve Urde, profesor de sociología de la Universidad de Aberdeen, escribió:[cita requerida]

"El conflicto de Irlanda del Norte es un conflicto religioso. Las consideraciones económicas y sociales son también cruciales, pero el hecho es que las poblaciones rivales de Irlanda del Norte se adhirieron y todavía se adhieren a tradiciones religiosas rivales lo que ha dado al conflicto su calidad de duradero e intratable."

En la crítica del libro, David Harkness de la English Historical Review escribió: "Por supuesto que el conflicto de Irlanda del Norte es religioso en el corazón."[cita requerida]
Padraic Pearse es un creyente devoto de la fe cristiana, un escritor y uno de los líderes del Alzamiento de Pascua. En sus escritos, identificaba a menudo Irlanda con Jesucristo para hacer énfasis en el sufrimiento de la nación, y llamaba a sus lectores a resucitar y redimir la nación, a través del autosacrificio que los volvería mártires.

### Conflicto en Uganda
El Ejército de Resistencia del Señor es un grupo fundamentalista cristiano que opera en norte de Uganda. Su objetivo principal es derrocar al gobierno actual para instaurar uno nuevo basado en los valores cristianos, es decir una teocracia.
Dirigidos por Joseph Kony, el grupo ha realizado actividades como el secuestro masivo de niños con el objetivo de volverlos soldados o usarlos como esclavos sexuales, así como el contrabando de armas y de sustancias. Se hicieron muy conocidos gracias al video documental llamado Kony 2012, creado por Invisible Children Inc. realizado con el objetivo de concientizar a la población y que resultó ser un gran éxito.
Actualmente Kony y todos sus lugartenientes están buscados por la justicia internacional por crímenes de lesa humanidad y demás delitos de orden global. A solicitud de Uganda, el abogado argentino Luis Moreno Ocampo ―fiscal de la Corte Penal Internacional― tomó conocimiento de las graves denuncias sobre violaciones al Derecho Internacional Humanitario. En octubre de 2005 se emitieron las primeras órdenes internacionales de búsqueda y captura contra los principales dirigentes del ERS.